# Lovisa Simson
Lovisa Concordia Simson, född Kliecnik eller Lindström 1746, död 26 februari 1808 i Göteborg, var en svensk teaterdirektör, ledare för det Gemenasiska Sällskapet i Comediehuset i Göteborg mellan 1787 och 1792 och Sveriges första kvinnliga teaterdirektör (över en fast teater).

## Biografi
Lovisa Simson uppges i sin bouppteckning som Lovisa Lindström snarare än Kliecnik. Det är möjligt att hon var gift med en Kliecnik innan hon gifte sig med den sju år yngre Gustaf Simson. Hon bosatte sig i Göteborg med Gustaf Simson år 1781. Hon fick med honom barnen Adolf Ludvig och Lovisa Charlotta. 
Gemenasiska sällskapet och teatern vid Sillgatan i Göteborg, stadens första teater (1779), leddes först av Johan von Blanc, som var direktör fram till 1786, då han kom i konflikt med truppen, som försökte rymma ur landet och togs fast vid norska gränsen. Han efterträddes av sällskapets kanske mest firade medlem, Andreas Widerberg, som gjorde konkurs 1787. Han efterträddes av violinisten Johan Gustaf Simson, som efter att ha avskedats som repetitör vid Operan i Stockholm ibland förestått musiken i Comediehuset, och 1786 beviljats teaterprivilegium av Gustav III på villkor att hans aktörer kunde hämtas till Stockholm, men inte tvärtom, om de var tillräckligt bra. 

### Direktörskap
Gustaf Simson dog en kort tid senare utan att ha hunnit uträtta någonting, och i december 1787 intogs platsen av Lovisa Simson, som i egenskap av hans änka ärvt hans teaterprivilegium. Hon stod på bar backe med två småbarn (Adolf Ludvig, 7 år, och Lovisa Charlotta, 5 år) och teaterpriviliegiet var hennes enda tillgång. Hon blev därmed Sveriges första teaterdirektör av sitt kön. Det får dock påpekas, att kvinnliga teaterdirektörer tidigare varit verksamma i Sverige som ledare för kringresande teatersällskap, bland dem Elisabet Spiegelberg redan under 1730-talet, men Lovisa Simson blev Sveriges första kvinnliga direktör för en fast teater. 
Lovisa Simson upprättade ett kontrakt om delat ledarskap med Widerberg, där han skulle leda det rent konstnärliga arbetet på scenen och skådespelarna som scenföreståndare, medan hon skulle ha ansvar för kassa, biljettförsäljning och samt teaterns administration och ekonomi. Deras kompanjonskap gick bra och Widerberg ordnande maskeradbaler, spelade Molière, Holberg, Barberaren i Sevilla och hyrde in gästartister som den polske ekvilibristen och konstmästaren Joseph Michalowitz. 
Då kungen kom till staden för att leda försvaret mot danskarna 1788, gick han på teatern och berömde både Widerberg (som var djupt skuldsatt) och Kjell Waltman, som han sedan tog med sig till Stockholm. I Comediehuset tog nu Lovisa Simson över positionen som direktör på allvar och gav Widerbergs uppgifter som scenföreståndare till skådespelaren Johan Petersson. 31 augusti 1790 annonserade hon premiären av pantomimen Vulcanii utbrott i fem akter producerad och med scendekor av Louis Jean Desprez, som blev en succé, utökad av de många skandaler och slagsmål Desprez blev invecklad i Göteborg, bl.a. med Johan Petersson. Lovisa Simson drev teatern fram till bara några veckor före mordet på Gustav III, vilket anses inleda slutet på teaterns glanstid. 
Under vintern 1791/1792 hade hon inte befattat sig med själva teatern enligt egen uppgift i sin annons för den sista föreställning, "Västinidiefararen", hon lät uppföra i sin regi som teaterdirektör. Den spelades söndagen 12 februari 1792. I annonsen tackade hon för sig. Recetter till enskilda skådespelares förmån bestämdes av Lovisa Simson också, som det verkar, i hennes ögon som gjort sig förtjänt av en sådan, i annonserna låter de allmänt ödmjukt förvånade att ha fått en sådan förmån som A. S. Zeifferdt, A. Brandborg, Magdalena Swennerberg, M. E. Wahrlund (som extra bonus på sitt avslutande kontrakt med Simson), en herr Wigoreux som uppförde ett skådespel med enbart barnroller framfört på franska. Recetter gavs också till skådespelare som en del av deras lön, vilket annonserades, som Johan Gustaf Soltner.

### Senare liv
Simson avslutade sin verksamhet i februari 1792. Hon tycks dock ha fortsatt inneha teaterlokalen: under de följande åren, åtminstone fram till 1798, gav de olika teatersällskap som använde lokalen för sina föreställningar ofta en recett, det vill säga inkomsten för en kvälls föreställning, till förmån för Simson.

## Eftermäle
En spårvagn i Göteborg har uppkallats efter Lovisa Simson.